# Chelonus laevifrons
Chelonus laevifrons är en stekelart som beskrevs av Cresson 1865. Chelonus laevifrons ingår i släktet Chelonus och familjen bracksteklar. Inga underarter finns listade i Catalogue of Life.